# Hala Pisana (miejscowość)
Hala Pisana – miejscowość typu schronisko turystyczne w Polsce położona w województwie małopolskim, w powiecie tatrzańskim, w gminie Kościelisko.
W latach 1975–1998 miejscowość należała administracyjnie do województwa nowosądeckiego.